# Polybotrya puberulenta
Polybotrya puberulenta är en träjonväxtart som beskrevs av Robbin C. Moran. Polybotrya puberulenta ingår i släktet Polybotrya och familjen Dryopteridaceae. Inga underarter finns listade.